# Kostel svatého Vavřince (Seč)
Kostel svatého Vavřince v Seči se nachází v západní části náměstí Prof. Č. Strouhala. Renesanční stavba, dokončená roku 1620, je chráněna jako kulturní památka České republiky.

## Historie
Obec Seč patřila od roku 1349 biskupství Litomyšl, plebánie od roku 1350. Původně renesanční kostel byl vystavěn v letech 1610–1620, za Karla Záruby z Hustířan. Fara u kostela zanikla v 17. století. Od roku 1713 byl kostel svatého Vavřince mučedníka filiálním kostelem fary v Bojanově. Roku 1786 byla zřízena lokálie, nová fara vystavěna 1854. 

## Architektura

### Exteriér

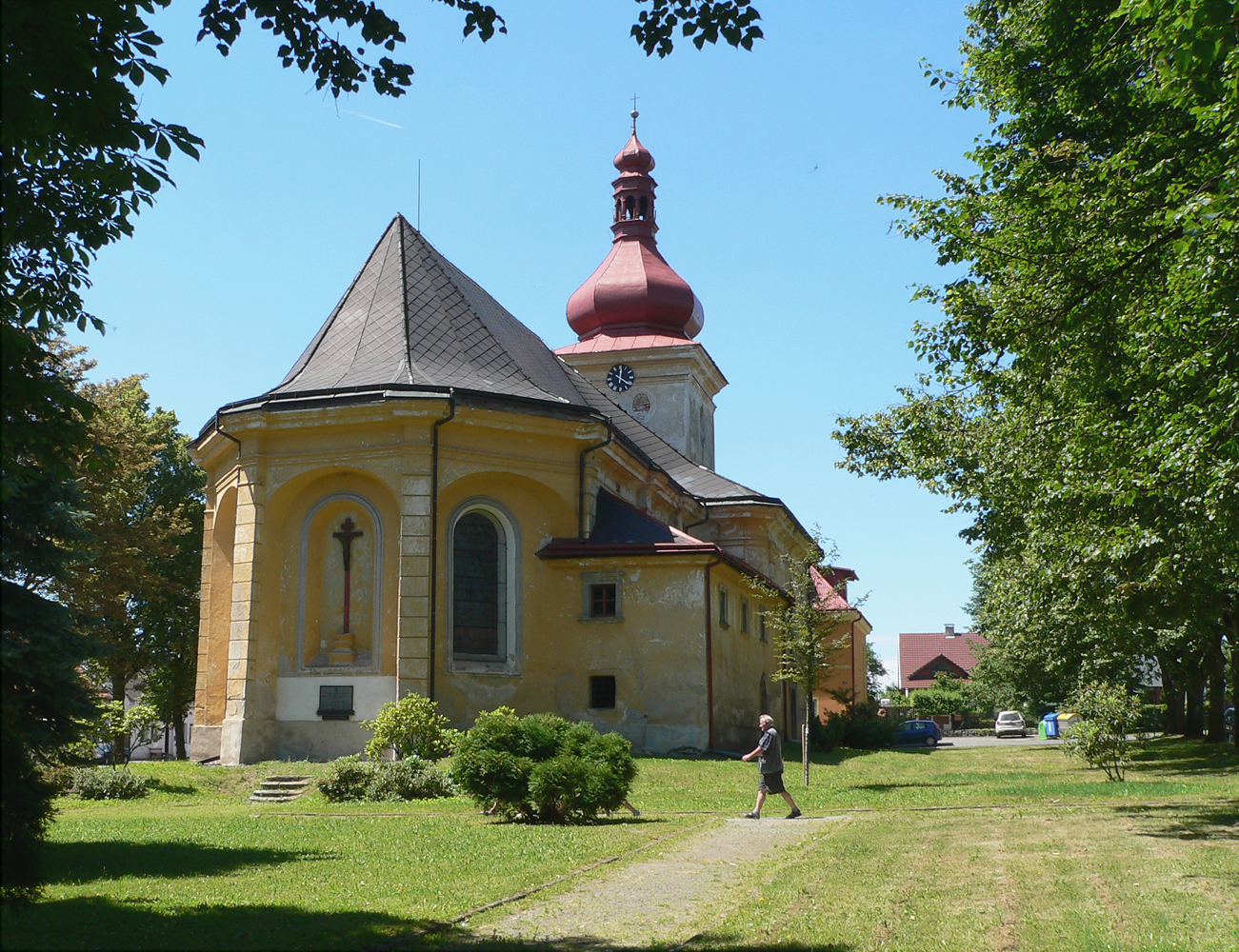
Pohled od severovýchodu

Zděná jednolodní budova se skládá z hlubokého trojboce uzavřeného dlouhého presbyteria, osmiúhelníku původně o třech klenebních polích s pětibokým závěrem, kratší obdélné sakristie na severní straně a zevně čtverhranné lodi, před jejímž západním průčelí je hranolová věž, zakončená bání, lucernou a cibulkou. Okna ve věži dole střílnovitá, výše jako na lodi. Na věži jsou tři zvony, největší o průměru 1 m. Zavěšen byl roku 1828 a je zdobený reliéfy svatého Jana Nepomuckého a svatého Floriána. Okolo stavby je renesanční římsa a nárožní bosované pilastry. Presbytář posilují opěrné pilíře. Oratoř nad sakristií má obdélné renesanční okno s nadokenní římsou. Budovu prosvětlují velká okna uzavřená polokruhem. Postranní vchod je okrouhle sklenutý a po stranách zdobený zárubovským a valdštejnským znakem (Karel Záruba z Hustířan a jeho manželka Anna, rozená z Valdštejna).

### Interiér

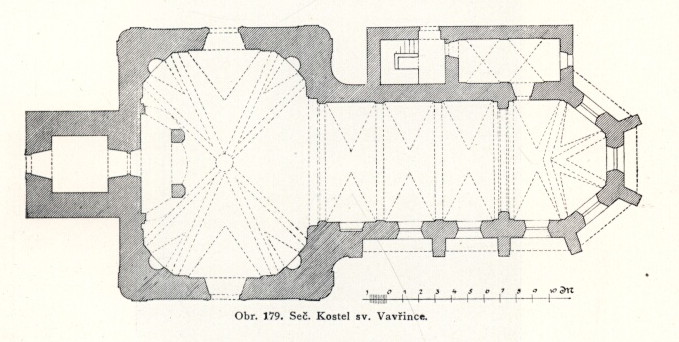
Půdorys kostela svatého Vavřince - Seč

Interiér je z velké části dochován v původním stavu. Nad osmihrannou lodí je plochá kupole s hlubokými kuklemi. Klenby interiéru jsou imitovány starým hvězdovým klenutím a akcentovány štukovými žebrovými obrazci. Kruchta na čelní straně lodi má po obou stranách výklenky. Portálový hlavní oltář svatého Vavřince pochází z roku 1682. Boční protilehlé oltáře s ploše řezanými barokními rámy na stranách jsou zasvěceny svatému Antonínovi a Panně Marii. Kazatelnu z konce 18. století zdobí sochy Víry, Naděje a Lásky. Bohatě zdobenou šestihrannou cínovou křtitelnici z roku 1669 věnovali Rudolf a Viktorie ze Schönfeldu. Renesančně vyřezávané dveře do sakristie pocházejí ze začátku 17. století.